# Telepolis

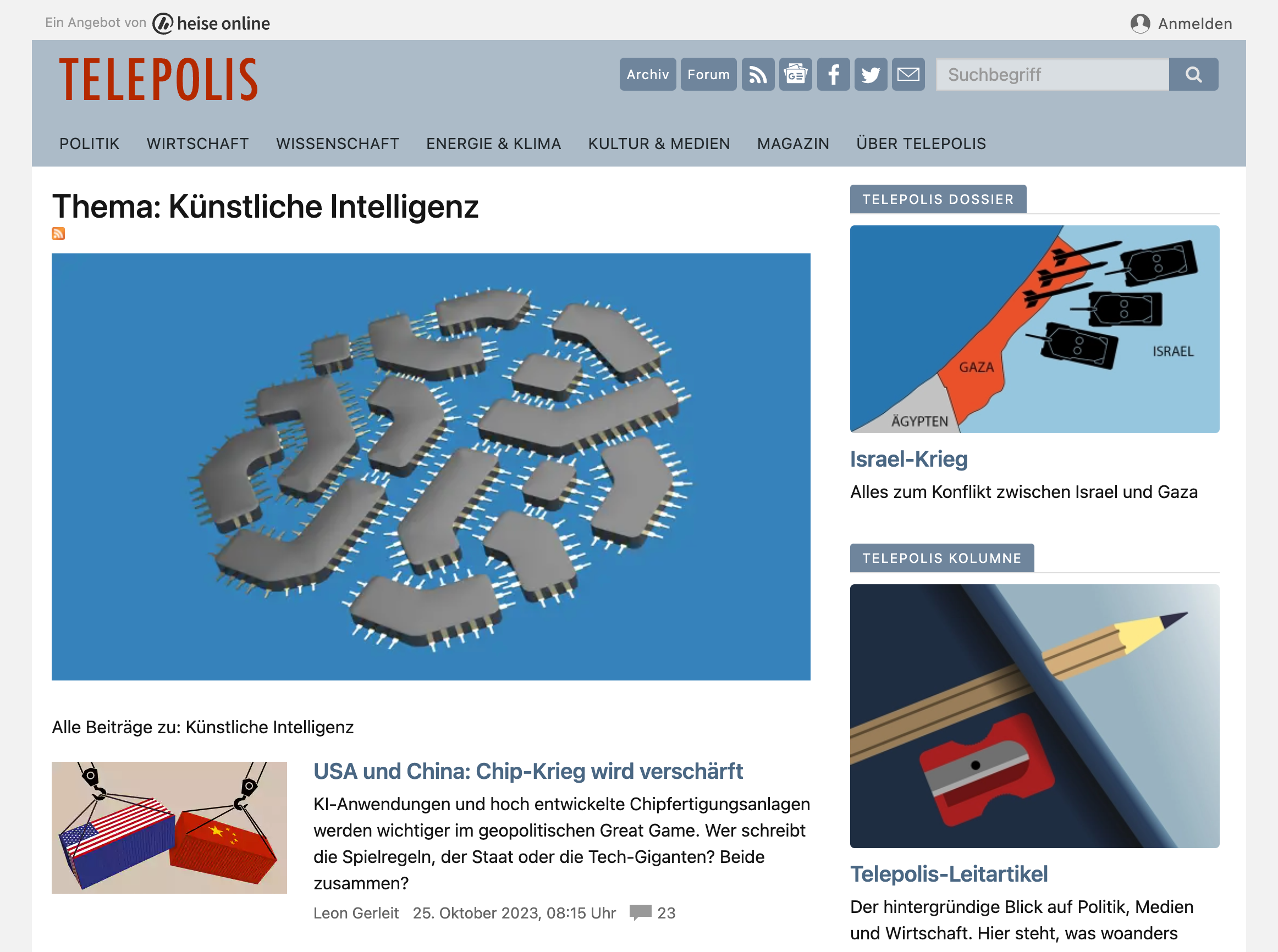
Bildschirmfoto einer Themenseite (2023)

Telepolis ist ein deutschsprachiges Onlinemagazin der Heise Gruppe. Es geht auf ein gleichnamiges Kulturprojekt zurück, das 1995 vom Medienlabor München entwickelt wurde.
Telepolis informiert seither über die gesellschaftlichen, politischen, wissenschaftlichen und kulturellen Aspekte des digitalen Zeitalters. Dazu zählen beispielsweise Internetregulierung und Massenüberwachung. Das Onlinemagazin ist eines der ältesten Angebote zu Themen der Netzkultur. Verschiedentlich wird dem Magazin vorgeworfen, Verschwörungstheorien eine Plattform zu bieten. Langjähriger Chefredakteur war bis 2020 Florian Rötzer, dem Harald Neuber folgte.

## Geschichte

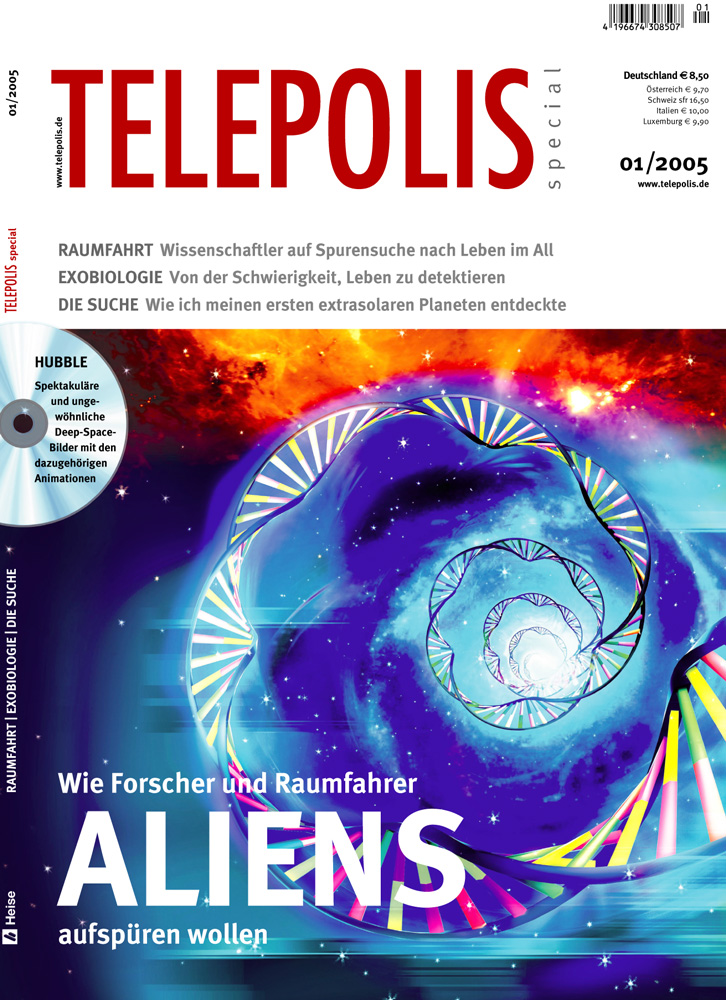
Telepolis-Sonderheft 01/2005

Im Jahre 1995 entwickelten Armin Medosch und Florian Rötzer mit Kollegen am Medienlabor München einen Beitrag zur Ausstellung über Luxemburg als „Kulturstadt Europas“. Ihre Idee war es, eine virtuelle Netzgemeinschaft zu errichten, die sich an reale Städte anlehnt. Die Heise Gruppe unterstützte die Realisierung des Projekts „Telepolis“ als gemeinsinnige Ergänzung bestehender Fachmedien des Verlags, darunter die IT-Magazine c’t und iX sowie heise online. 1996 startete das Onlinemagazin mit einer Kernredaktion aus drei Personen. Im April 1997 folgte eine gedruckte Ausgabe im klassischen Zeitschriftenformat. Verschiedene andere Medien begannen mit der Übernahme von Inhalten aus Telepolis, darunter der Der Tagesspiegel.
Ende der 1990er Jahre wurde die Redaktion ausgebaut und nach dem Zusammenbruch der Dotcom-Blase im Jahr 2000/2001 wieder verkleinert, etwa durch Wegfall einer Stelle in London. Das Onlineforum, das bisher frei zugänglich war, wurde auf das Registrierungssystem von heise online migriert. Obwohl netzpolitische Themen eine geringere Rolle spielten, konnte Telepolis damals seine Reichweite als Medium für Netzkultur behaupten.
In den 2000er Jahren nutzt der Heise Verlag die Marke Telepolis für weitere Angebote, darunter eine Buchreihe und Veranstaltungen.
Am 9. Januar 2023 gab der Heise Verlag bekannt, dass künftig ausschließlich die Domain telepolis.de benutzt wird und nicht mehr das aus der Anfangszeit stammende heise.de/tp.
Ende 2024 kündigte Telepolis eine umfassende redaktionelle Überarbeitung seines Archivs an. Danach sollten zunächst vor 2021 erschienene Artikel nicht mehr verfügbar sein und später ausgewählte Beiträge wieder zugänglich gemacht werden. Gegenüber der jungen Welt kritisierte der frühere Telepolis-Chefredakteur Florian Rötzer, die riesige Löschaktion sei ein „beispielloser Akt, mit dem ein wichtiges Stück des kulturellen Gedächtnisses ausradiert wird“. Als noch ungeheuerlicher bezeichnete er die Ankündigung, Telepolis werde Inhalte früherer Artikel sichten, selektieren, korrigieren und teilweise im Archiv wieder zugänglich machen. Das habe „eindeutig Züge von Geschichtsfälschung“.
Rötzers Nachfolger Harald Neuber hingegen begründete die zeitweilige Schließung des Archivs damit, dass „es in den Jahren vor 2021 wiederkehrende Probleme bei der journalistischen Qualitätskontrolle“ gegeben habe. Telepolis habe „zeitweise nicht mehr nach journalistischen Prinzipien funktioniert“, sondern „Autoren mit unterschiedlichen Interessen eine Plattform geboten“. Diese Art der interessengeleiteten Berichterstattung habe „grundsätzlich dem Prinzip der journalistischen Neutralität und Distanz“ widersprochen.
Seit dem 5. Juli 2025 sind sämtliche Artikel des Archivs wieder online verfügbar, allerdings zum Teil nicht über die Suchfunktion der Seite, sondern nur über die chronologischen Übersichtsseiten des Archivs.

## Organisationsstruktur und Finanzierung
Telepolis ist ein Angebot von Heise Medien, ein Unternehmen der Heise Gruppe. Seit Gründung führt das Unternehmen das Onlinemagazin mit einer unabhängigen Redaktion weitgehend unverändert fort. Ende 2020 ging Chefredakteur und Gründer Florian Rötzer in Ruhestand, sein Nachfolger wurde Harald Neuber. Neuber gab Telepolis im Jahr 2022 ein neues Leitbild, wonach es sich als Magazin verstehe, das „überparteilich aktuelle Informationen und pointierte Einschätzungen für eine Gesellschaft und Welt im Umbruch“ biete. Ältere Artikel wurden zuerst mit einem Disclaimer gekennzeichnet und später dann ganz gelöscht.
Zur Redaktion gehören drei weitere Personen, dazu kommen vier ständige Mitarbeiter, sowie Teams für Grafik und Webentwicklung.
Telepolis basiert auf InterRed, einem Content-Management-System, das auch für andere Onlinemagazine der Heise Gruppe genutzt wird. Die Vermarktung der Werbeplätze von Telepolis erfolgt vollkommen unabhängig von der Redaktion. Ein werbefreies Bezahlangebot gibt es mit Heise Pur.
Am 18. März 2024 wurde ein freiwilliges Unterstützermodell ohne Paywall bei Telepolis eingeführt.

## Themen
Die Gründer beschrieben Telepolis als „Zeitschrift der Netzkultur“. Der Verlag nannte das Angebot eine „zeitgemäße Ausgabe einer Kulturzeitschrift“. Die Tageszeitung ordnete Telepolis 1996 als „Zeitschrift für die gebildeten Online-Stände“ ein und erkannte avantgardistische Züge.
Telepolis veröffentlicht aktuelle Nachrichten sowie Kommentare und Interviews. Das Onlinemagazin deckt ein breites Spektrum ab – von Politik, Wirtschaft, Wissenschaft, Energie und Klima bis zu Kultur und Medien. Das Leserforum ist mit heise online vergleichbar und wird passiv moderiert.
Neben redaktionellen Inhalten kommen Gastautoren zu Wort. Darunter waren etwa der Armutsforscher Christoph Butterwegge, der Politikwissenschaftler Christian Hacke, die Theologin Margot Käßmann, der Science-Fiction-Autor und Philosoph Stanisław Lem, der Medienkritiker Douglas Rushkoff und die Politikerin Antje Vollmer.

## Kritik
Telepolis bietet vom sogenannten Mainstream abweichenden Meinungen zu zeitgeschichtlichen Themen ein Forum. Bereits zwei Tage nach den Terroranschlägen am 11. September 2001 mutmaßte Mathias Bröckers in einem Beitrag auf Telepolis, die Bush-Regierung habe die Attentate mit Absicht geschehen lassen. Aus dem einen Artikel wurde im Lauf der Zeit eine Verschwörungsserie, die Bröckers zu einem Star der Truther-Szene machte und ihm von Wolfgang Wippermann Antisemitismusvorwürfe einbrachte.
In ihrem Aufsatz Lügenpresse – Eine Verschwörungstheorie? behandeln Uwe Krüger und Jens Seiffert-Brockmann 2017 Gegenöffentlichkeiten und Alternativmedien, die in verschiedenen Milieus und weltanschaulichen Richtungen verankert sind. Während der Ukraine-Krise 2014 untersuchten sie unter anderem Telepolis und stellten fest, dass dieses Medium aus einer linken Perspektive Informationen hervorhob, die den pro-westlichen Akteuren negativ gegenüberstanden und das Narrativ der demokratischen Revolution in Frage stellten. Solchen Medien sei gemeinsam, „dass sie an einer Perforierung der etablierten Medienwirklichkeit arbeiten, Realitätsdefinitionen der etablierten Massenmedien in Zweifel ziehen, Referenzrahmen und Axiome des Mainstreams für ungültig erklären und austauschen.“ Die freiheitlich-pluralistische Demokratie werde als Meinungsdiktatur hingestellt, die auf einer Verschwörung zwischen herrschenden Eliten und etablierten Medien basiere.
Der Amerikanist und Verschwörungstheorieforscher Michael Butter reihte Telepolis 2019 ein in die alternativen Medien wie KenFM, NachDenkSeiten oder Rubikon, die alle eine Gegenöffentlichkeit zu den traditionellen Qualitätsmedien und dem öffentlich-rechtlichen Rundfunk bilden würden. Laut Butter bedienen sie Verschwörungstheorien wie die von der „Lügenpresse“ und verkaufen diese als seriöse Nachrichten.
Der baden-württembergische Antisemitismusbeauftragte Michael Blume wies 2020 auf die strukturellen Zusammenhänge zwischen Verschwörungstheorien und Antisemitismus hin und bezog sich dabei auf einen telepolis-Beitrag von Markus Kompa, der behauptet hatte, dass der Begriff „conspiracy theory“ von der CIA im Jahr 1967 erfunden worden sei, um Zweifler an der offiziellen Version des Kennedy-Mordes zu diskreditieren. Seitdem würden gehorsame deutsche Medien nach CIA-Vorgabe kritische Stimmen als Verschwörungstheoretiker stigmatisieren. Die Verschwörungserzähler unterstellten daher ihren Kritikern, letztlich im „Auftrag der CIA“ nur missliebige Andersdenkende zu diffamieren. Tatsächlich sei der Begriff aber schon seit dem 19. Jahrhundert nachweisbar und im heutigen Sinn z. B. schon ab 1948 vom Wissenschaftsphilosophen Karl Popper verwendet worden. Kompa, der auch beim russischen Staatssender Russia Today und beim Verschwörungsideologen Ken Jebsen aufgetreten ist, habe so „einen üblen Verschwörungsmythos im deutschen Sprachraum digital hochgeschwurbelt, der inzwischen zum festen Bestandteil auch des Antisemitismus geworden“ sei.

## Auszeichnungen
- 2002: Grimme Online Award in der Kategorie Medienjournalismus[22]
- 2004: Lead Award für spezialisierte Onlinemagazine[23]